# ウルリヒ・グラーフ

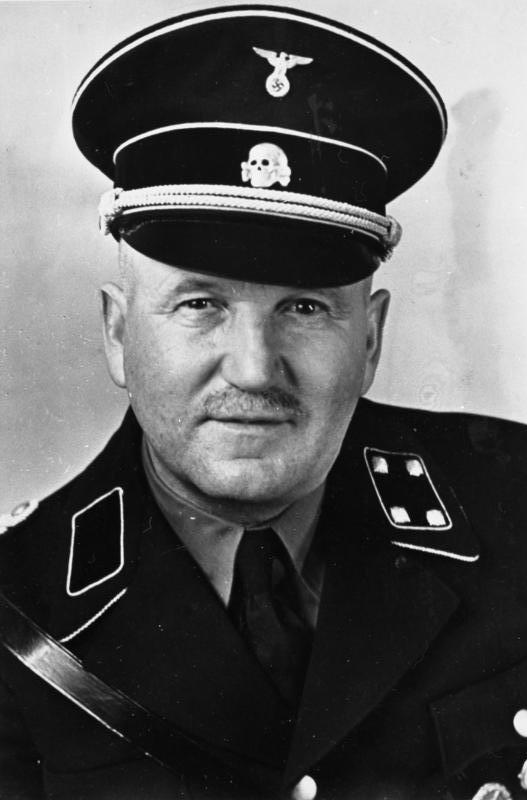
1932年、親衛隊少佐時代のウルリヒ・グラーフ

ウルリヒ・グラーフ（Ulrich Graf、1878年7月6日‐1950年3月3日）は、ドイツの政治家アドルフ・ヒトラーのボディーガードだった人物。草創期からの親衛隊の隊員であり、最終階級は親衛隊少将。

## 略歴
バッハハーゲル（de:Bachhagel）出身で、屑肉屋（Freibankmetzger）を生業としていた。基礎教育を受けた後で軍に入隊したが、1904年に負傷がもとで除隊した。その後、ミュンヘンで公務員を務めた。第一次世界大戦後にナチ党の前身ドイツ労働者党（DAP）に参加し、1921年にナチ党に入党（党員番号2,882）。アマチュアのレスラーだったため、1920年から1923年までアドルフ・ヒトラーのボディーガードを務め、後の親衛隊の前身となる「アドルフ・ヒトラー特攻隊」（Stoßtrupp-Hitler）のメンバーであった。1923年のミュンヘン一揆の際に警官隊から銃撃を受けた際にヒトラーの前に立ってかばい、代わりに銃弾を受けて激しく負傷した。ウルリヒは銃弾を受けながらも叫んだ。「撃つな。ヒトラー、ルーデンドルフ両閣下だ！！」。後にこの功績でヒトラーから血の勲章（1923年11月9日記念メダル）を授与された。
1924年12月にミュンヘン市の市議会議員に選出され、翌1925年1月に就任。同年には、再建されたナチ党へ再入党（新しい党員番は8）するとともに、新たに組織された親衛隊の草創期メンバーとなり（隊員番号26）、さらに党内仲裁委員会（Parteischiedsgericht）の責任者にもなった。1929年に市会議員として再選し、1935年には市参事に就任。1936年には国会議員となる。1943年に親衛隊少将に昇進。1948年に5年の労働刑判決を受けた。1950年にミュンヘンにおいて死去した。